# Пенсіонер (оповідання)
«Пенсіонер» (англ. Senior Citizen) — коротке науково-фантастичне оповідання Кліффорда Сімака, вперше опубліковане журналом «Fantasy & Science Fiction» у жовтні 1975 року.

## Сюжет
Пенсіонера Енсона Лі переселили з перенаселеної Землі до орбітального автоматизованого геріатричного пансіонату. Йому не подобається вдавана турбота запрограмованих механізмів, але у нього, як і у всіх літніх людей, немає вибору, оскільки, їхній стан робить їх беззахисними перед владою.